# 무대를 빌려드립니다
《무대를 빌려드립니다》는 KBS청주방송총국에서 방송중인 프로그램이다.

## 방송 시간
| 방송 채널       | 방송 기간         | 방송 시간                         | 방송 분량 |
| --------------- | ----------------- | --------------------------------- | --------- |
| KBS청주방송총국 | 2020년 2월 14일 ~ | 매주 금요일 저녁 7:40 ~ 저녁 8:30 | 48분      |

## 프로그램 정보
- 가슴 한편 노래에 대한 열정을 늘 품고 있는 분, 춤 또는 악기 연주로 인생의 즐거움을 찾고 봉사하시는 분, 정성 들여 농사지은 자식 같은 농산물을 자랑하고 싶은 분 등 무대가 필요하신 분들께 장르를 불문하고 항상 열려있습니다. 매주 금요일에 만나는 흥겨운 무대를 시청자 여러분과 함께 만들어 나갑니다.